# Andrea King
Georgette André Barry, plus connue sous le pseudonyme d’Andrea King, née le 1er février 1919 à Paris (France) et morte le 22 avril 2003 à Los Angeles — Quartier de Woodland Hills (Californie, États-Unis), est une actrice franco-américaine, créditée à ses débuts Georgette McKee.

## Biographie

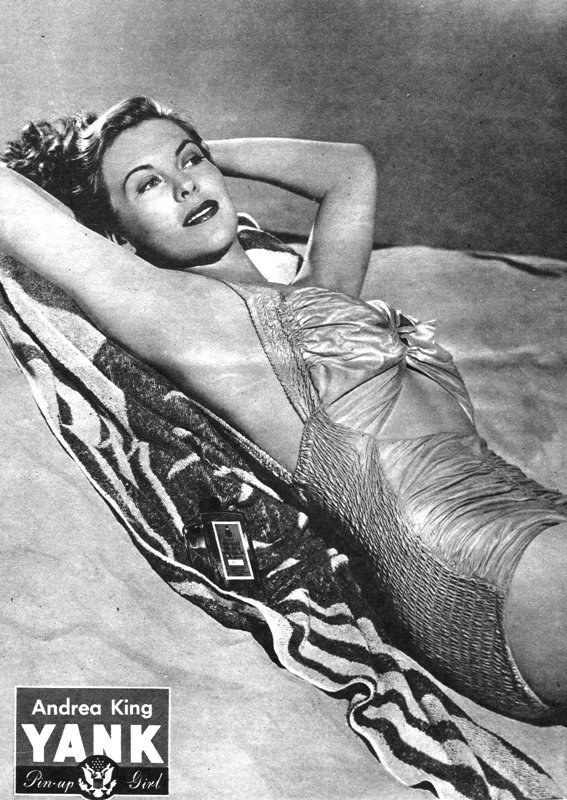
En couverture de Yank (1945)

Née en France, à Paris, d'une mère américaine (Lovina Belle Hart, ambulancière volontaire vers la fin de la Première Guerre mondiale) et d'un père français (Georges André Barry, pilote au sein de l'Escadrille La Fayette, tué peu avant l'armistice), Georgette gagne les États-Unis avec sa mère, peu après sa naissance. Elle débute au théâtre à Broadway (New York) en 1933, à l'âge de 14 ans, comme Georgette McKee (du nom de son beau-père, le banquier Douglas McKee, vice-président de la Title Guarantee and Trust Company). La seconde — donc dernière — pièce qu'elle joue à Broadway est Fly Away Home, en 1935, mise en scène par Thomas Mitchell, aux côtés de celui-ci et du jeune Montgomery Clift (son cadet d'un an).
Après trois autres pièces jusqu'en 1942, et une première expérience au cinéma (sous le nom de Georgette McKee) dans un film sorti en 1940, elle intègre la Warner Bros. en 1944 et adopte alors le pseudonyme d'Andrea King. Son premier film Warner, dans un petit rôle non crédité, est Femme aimée est toujours jolie de Vincent Sherman (1944, avec Bette Davis et Claude Rains). Un de ses films notables pour ce studio est La Bête aux cinq doigts de Robert Florey (1946, avec Peter Lorre, Robert Alda et Victor Francen).
À partir de 1947, elle tourne également pour d'autres studios : citons La Fille des boucaniers de Frederick De Cordova (1950, avec Yvonne De Carlo et Robert Douglas), ainsi que Le monde lui appartient de Raoul Walsh (1952, avec Gregory Peck et Ann Blyth), tous deux produits par Universal Pictures. Elle retrouve la Warner à l'occasion de deux films, L'Esclave libre du même Raoul Walsh (1957, avec Clark Gable et Yvonne De Carlo), puis Les commandos passent à l'attaque de William A. Wellman (1958, avec James Garner et Etchika Choureau). En tout, elle contribue à seulement trente-cinq films américains, les deux derniers (où elle tient des petits rôles) sortis en 1994.
À la télévision, Andrea King collabore à trente-trois séries, entre 1952 et 1990 (avec une ultime prestation dans un épisode d’Arabesque). Mentionnons sa participation à Perry Mason (quatre épisodes de la première série — 1959-1963 — et un épisode de la deuxième série — 1973 —) et au premier épisode pilote (diffusé en 1968) de Columbo.
Pour sa contribution à la télévision, une étoile lui est dédiée sur le Walk of Fame d'Hollywood Boulevard.

## Théâtre
- 1933 : Growing Pains d'Aurania Rouvenol, produite et mise en scène par Arthur Lubin, avec Patricia Morison (à Broadway)
- 1935 : Fly Away Home de Dorothy Bennett et Irving White, mise en scène par Thomas Mitchell, avec Montgomery Clift, Albert Dekker, Sheldon Leonard, Thomas Mitchell (à Broadway)
- 1936 : Boy meets Girl de Bella et Sam Spewack, mise en scène par George Abbott, avec Jerome Cowan, Allyn Joslyn, Garson Kanin, Everett Sloane (à New York, hors Broadway)
- 1940 : Life with Father d'Howard Lindsay et Russel Crouse, mise en scène par Bretaigne Windust, avec Lillian Gish, O. Z. Whitehead (à Chicago ; adaptée au cinéma en 1947)
- 1942 : Angel Street (5 Chelsea Lane) de Patrick Hamilton, avec Ernest Cossart (en tournée aux États-Unis ; adaptée au cinéma en 1944)

## Filmographie partielle

### Au cinéma
- 1944 : Femme aimée est toujours jolie (M.. Skeffington) de Vincent Sherman
- 1944 : The Very Thought of You de Delmer Daves
- 1944 : Hollywood Canteen de Delmer Daves : Cameo
- 1945 : Hôtel Berlin de Peter Godfrey
- 1945 : Roughly Speaking de Michael Curtiz
- 1945 : Bombes sur Hong-Kong (God is my Co-Pilot) de Robert Florey
- 1946 : Shadow of a Woman de Joseph Santley
- 1946 : La Bête aux cinq doigts (The Beast with Five Fingers) de Robert Florey
- 1947 : Rose d'Irlande (My Wild Irish Rose) de David Butler
- 1947 : L'Homme que j'aime (The Man I Love) de Raoul Walsh
- 1947 : Et tournent les chevaux de bois (Ride the Pink Horse) de Robert Montgomery
- 1948 : Monsieur Peabody et la sirène (Mr. Peabody and the Mermaid) d'Irving Pichel
- 1949 : Song of Surrender (en) de Mitchell Leisen
- 1950 : La Fille des boucaniers (Buccaneer's Girl) de Frederick De Cordova
- 1950 : J'étais une voleuse (I was a Shoplifter) de Charles Lamont
- 1950 : Les Âmes nues (Dial 1119) de Gerald Mayer
- 1951 : Le Signe des renégats (Mark of the Renegade) d'Hugo Fregonese
- 1951 : Le Môme boule-de-gomme (The Lemon Drop Kid) de Sidney Lanfield et Frank Tashlin
- 1952 : Le monde lui appartient (The World in His Arms) de Raoul Walsh
- 1956 : Silent Fear d'Edward L. Cahn
- 1957 : L'Esclave libre (Band of Angels) de Raoul Walsh
- 1958 : Les commandos passent à l'attaque (Darby's Rangers) de William A. Wellman
- 1969 : La Boîte à chat (Daddy's Gone A-Hunting) de Mark Robson
- 1973 : Blackenstein de William A. Levey
- 1991 : The Linguini Incident de Richard Shepard

### À la télévision (séries)
- 1956 : Cheyenne
  - Saison 2, épisode 5 The Law Man
- 1959 : Maverick
  - Saison 2, épisode 24 Two Tickets to Ten Strike de Douglas Heyes
- 1958-1959 : Mike Hammer, première série
  - Saison 1, épisode 35 That Schoolgirl (1958) de Boris Sagal
  - Saison 2, épisode 16 Swing Low, Sweet Harriet (1959)
- 1959-1963 : Perry Mason, première série
  - Saison 2, épisode 22 The Case of the Bedeviled Doctor (1959)
  - Saison 4, épisode 4 The Case of the Singular Double (1960)
  - Saison 5, épisode 3 The Case of the Missing Melody (1961) de Bernard L. Kowalski
  - Saison 6, épisode 19 The Case of the Surplus Suitor (1963) de Jesse Hibbs
- 1967 : Cher oncle Bill (Family Affair)
  - Saison 1, épisode 17 All around the Town de William D. Russell
- 1968 : Columbo
  - Premier épisode pilote Inculpé de meurtre (Prescription : Murder)
- 1973 : The New Perry Mason
  - Saison unique, épisode 6 The Case of the Deadly Deeds
- 1990 : Arabesque (Murder, she wrote)
  - Saison 6, épisode 15 La Surenchère (The Fixer-Upper) de John Llewellyn Moxey